# 陷害布兰妮·斯皮尔斯
《纽约时报特集：陷害布兰妮·斯皮尔斯》（英語：Framing Britney Spears）是一部2021年美國纪录片，由薩曼莎·史塔克执导，杰森·斯托尔曼、萨姆·多尼克、斯蒂芬妮·普利斯制作，紐約時報公司出品。这部纪录片围绕美国歌手布兰妮·斯皮尔斯的演艺事业展开，讲述了她16岁时成为世界巨星、媒体和狗仔隊对她的不公对待、2007年在公众面前情绪崩溃、以及自2008年以来由父亲杰米·斯皮尔斯主导的监护令。
这部纪录片于2021年2月5日作为《纽约时报特集》系列的一部分，在FX和Hulu播出。这部纪录片获得诸多好评，并被国际媒体广泛报道，使得公众注意到布兰妮·斯皮尔斯的法律纠纷和媒体对她的带有性别主义色彩的对待。纪录片在第73届黄金时段创意艺术艾美奖入围最佳纪录片或非虚构类特别节目、最佳非虚构类节目剪辑两个奖项，亦获得電視評論家協會獎最佳新聞信息類節目成就獎。

## 内容
2021年，39岁的布兰妮·斯皮尔斯是世界上最成功的流行歌星之一，估计净资产为5900万美元。自2008年以来，布兰妮的父亲杰米·斯皮尔斯担任其法定监护人。
《陷害布兰妮·斯皮尔斯》重新审视了布兰妮·斯皮尔斯的演艺事业、她的成名之路、以及她在演艺界三十年来的个人经历。前Jive唱片公司营销主管金·凯曼（Kim Kaiman）在布兰妮签署唱片合同后，曾帮助确定她的公众形象；她说，杰米对他女儿布兰妮的生活不闻不问，但是对布兰妮的钱财很感兴趣。凯曼说：“杰米对我说的唯一一句话是，‘我女儿以后有钱了，会给我买一艘船’。”
采访者和狗仔队在纪录片中多次出现，向布兰妮·斯皮尔斯询问带有性别主义色彩和使人反感的问题。当时53岁的伊沃·尼赫向17岁的布兰妮询问她对隆胸的想法，并补充说：“脱口秀主持人谈到这个话题，好像让你有点不开心呢。”在布兰妮与前男友贾斯汀·汀布莱克分手后的一场采访中，主持人黛安·索耶指责布兰妮对贾斯汀不忠，让布兰妮落泪；黛安并指责，布兰妮的挑衅性音乐录影带“让美国的很多妈妈们很反感”。纪录片指称，贾斯汀在《Cry Me a River》音乐录影带中暗示布兰妮不忠，以此来羞辱布兰妮；在一次采访中，贾斯汀炫耀自己跟布兰妮已经发生了性关系，尽管布兰妮的说法是她要等到结婚以后才跟他发生性关系。
这部纪录片还记录了布兰妮·斯皮尔斯在2007年的情绪崩溃，并采访了狗仔队丹尼尔·拉莫斯（人称“达诺”）。拉莫斯拍下了布兰妮用雨伞攻击他的车那一刻的照片，当时布兰妮前夫凯文·费德林拒绝她探视孩子。拉莫斯说，“她从来没有给过我们一个信号或说法，说‘我不喜欢你们，别来烦我了’”。导演问拉莫斯，“那她说‘别来烦我’的时候呢？”纪录片声称布兰妮此时可能患有产后抑郁症，狗仔队的侵害行为被描述为导致她病情恶化的因素。
纪录片推测，布兰妮·斯皮尔斯与自称是新任经理人萨姆·卢特菲的关系，是导致她父亲杰米考虑监护令的关键要素。影片解释说，监护令是为那些不能自己做决定、或精神上无行为能力的人设置的。影片显示，布兰妮在她的整个监护令实施期间一直在工作。据称，布兰妮曾请求让银行而非杰米来管理她的财产。布兰妮的长期家族友人和前助理菲利西娅·库洛塔说，她对监护的安排感到困惑，“特别是对于布兰妮这个年龄段的人来说，我亲眼见到她多么有能力。”影片指出，布兰妮曾要求解除杰米的监护人身份，但没有成功；影片展示了布兰妮粉丝在解放布兰妮运动中要求法院终止监护令的片段。
纪录片最后列出了一份拒绝发表评论或接受影片采访的人员名单，其中包括布兰妮·斯皮尔斯的家人。布兰妮也被要求接受采访，但“不清楚她是否收到这些请求”。